# Tsogo
Tsogo (auch Getsogo, Ghetsogo und Mitsogo) ist eine Bantusprache und wird von circa 12.000 Angehörigen der Mitsogo in Gabun gesprochen (Zensus 1982). Sie ist in der Provinz Ngounié nördlich und östlich von Mouila verbreitet.
Tsogo wird in der lateinischen Schrift geschrieben.

## Klassifikation
Tsogo ist eine Nordwest-Bantusprache und gehört zur Tsogo-Gruppe, die als Guthrie-Zone B30 klassifiziert wird.